# کنترل علمی
کنترل علمی یک آزمایش یا مشاهده است که برای به حداقل رساندن تأثیر متغیرهای غیر از متغیر مستقل طراحی شده‌است. این قابلیت اطمینان نتایج را اغلب از طریق مقایسه بین اندازه‌گیری‌های کنترل و اندازه‌گیری‌های دیگر افزایش می‌دهد. کنترل‌های علمی بخشی از روش علمی است.